# Јан Карло Симић
Јан Карло Симић (Ниртинген, 2. мај 2005) српски је фудбалер који тренутно наступа за Андерлехт.

## Каријера
Фудбал је тренирао у Хегнаху, потом је две године провео у Штутгартер Кикерсу, а затим је постао члан млађих категорија Штутгарта. Био је стрелац у финалу Б Јунор Бундеслиге за сезону 2021/22, где је његов тим поражен од Шалкеа након извођења једанаестераца. У августу 2022. прешао је у омладински тим Милана с којим је потписао четворогодишњи уговор. Износ обештећења процењен је на милион евра. Стандардно је наступао за састав с клупе предвођен Ињациом Абатеом, док је за комбиновану екипу Милана наступио у другом полувремена сусрета с Ливерпулом у оквиру Дубаи суперкупа средином децембра 2022.
Током припрема за такмичарску 2023/24. тренирао је с првим тимом и наступао на пријатељским утакмицама. Више пута је седео на клупи и у Серији А. Дебитовао је на сусрету 16. кола тог такмичења, против екипе Монце на Сан Сиру. Тренер Стефано Пјоли указао му је прилику уместо повређеног Томаза Побеге у 24. минуту. После 17 минута, Симић је искористио асистенцију коју је упутио Рафаил Леао и постигао погодак за 2 : 0.
Дана 23. јула 2024. године прешао је у белгијски Андерлехт са којим је потписао петогодишњи уговор.

## Репрезентација
Рођен је у Немачкој, у породици српског порекла, због чега поседује оба пасоша. Од 2020. је селектиран у млађе репрезентативне узрасте Србије. Био је у саставу млађе кадетске екипе на Меморијалном турниру „Миљан Миљанић” 2021, где је дебитовао на сусрету с вршњацима из Бугарске. Наступао је на Европском првенству у кадетском узрасту наредне године. Ту је био стрелац против екипе Данске у четвртфиналу, док је у полуфиналу репрезентација Србије елиминисана. У септембру исте године добио је позив у млађу омладинску селекцију за двомеч с Италијом. Два месеца касније позван је и у омладински састав за квалификациони циклус утакмица. Дебитовао је у победи над Сан Марином, постигавши погодак за коначних 4 : 0. Стандардно је наступао у квалификацијама током такмичарске 2022/23, после којих Србија није успела да оствари пласман на завршни турнир. Наставио је да игра за омладински састав и уз своју генерацију те је био у саставу за Меморијални турнир „Стеван Ћеле Вилотић” у септембру 2023. Погодио је на његовом отварању, против екипе Мађарске, на Градском стадиону у Суботици.

## Начин игре
Симић је 186 центиметара високи фудбалер који наступа у одбрамбеном делу терена, најчешће као штопер. Одликују га физичка конституција и солидна техника, а у игри користи обе ноге.  На почецима бављења фудбалом играо је у нападу те се добро сналази у позиционирању и маркацији. Након свог дебитантског наступа за први тим Милана, по начину изношења лопте упоређен је с Франком Барезијем, некадашњим фудбалером тог клуба.

## Статистика

### Клупска
Ажурирано 11. фебруара 2024.
| Клуб  | Сезона   | Лига     | Лига | Лига | Национални куп | Национални куп | Европа | Европа | Остало | Остало | Укупно | Укупно |
| Клуб  | Сезона   | Дивизија |      | Гол  |                | Гол            |        | Гол    |        | Гол    |        | Гол    |
| ----- | -------- | -------- | ---- | ---- | -------------- | -------------- | ------ | ------ | ------ | ------ | ------ | ------ |
| Милан | 2023/24. | Серија А | 4    | 1    | 2              | 0              | 0      | 0      | —      | —      | 6      | 1      |

### Утакмице у дресу репрезентације
| Репрезентација Србије у узрасту до 16 година старости | Репрезентација Србије у узрасту до 16 година старости | Репрезентација Србије у узрасту до 16 година старости | Репрезентација Србије у узрасту до 16 година старости | Репрезентација Србије у узрасту до 16 година старости | Репрезентација Србије у узрасту до 16 година старости | Репрезентација Србије у узрасту до 16 година старости | Репрезентација Србије у узрасту до 16 година старости | Репрезентација Србије у узрасту до 16 година старости | Репрезентација Србије у узрасту до 16 година старости |
| #                                                     | Датум                                                 | Такмичење                                             | Локација                                              | Домаћин                                               | Резултат                                              | Гост                                                  | Гол                                                   | Реф.                                                  |                                                       |
| ----------------------------------------------------- | ----------------------------------------------------- | ----------------------------------------------------- | ----------------------------------------------------- | ----------------------------------------------------- | ----------------------------------------------------- | ----------------------------------------------------- | ----------------------------------------------------- | ----------------------------------------------------- | ----------------------------------------------------- |
| 1.                                                    | 11. мај 2021.                                         | Меморијални турнир „Миљан Миљанић”                    | Кућа фудбала, Стара Пазова                            | Србија                                                | 3 : 0                                                 | Бугарска                                              |                                                       | [ 19 ]                                                |                                                       |
| 1                                                     | Укупан број утакмица и постигнутих погодака           | Укупан број утакмица и постигнутих погодака           | Укупан број утакмица и постигнутих погодака           | Укупан број утакмица и постигнутих погодака           | Укупан број утакмица и постигнутих погодака           | Укупан број утакмица и постигнутих погодака           | 0                                                     |                                                       |                                                       |

| Репрезентација Србије у узрасту до 17 година старости | Репрезентација Србије у узрасту до 17 година старости | Репрезентација Србије у узрасту до 17 година старости | Репрезентација Србије у узрасту до 17 година старости | Репрезентација Србије у узрасту до 17 година старости | Репрезентација Србије у узрасту до 17 година старости | Репрезентација Србије у узрасту до 17 година старости | Репрезентација Србије у узрасту до 17 година старости | Репрезентација Србије у узрасту до 17 година старости | Репрезентација Србије у узрасту до 17 година старости |
| #                                                     | Датум                                                 | Такмичење                                             | Локација                                              | Домаћин                                               | Резултат                                              | Гост                                                  | Гол                                                   | Реф.                                                  |                                                       |
| ----------------------------------------------------- | ----------------------------------------------------- | ----------------------------------------------------- | ----------------------------------------------------- | ----------------------------------------------------- | ----------------------------------------------------- | ----------------------------------------------------- | ----------------------------------------------------- | ----------------------------------------------------- | ----------------------------------------------------- |
| 1.                                                    | 17. мај 2022.                                         | Европско првенство                                    | Стадион Хаберфелд, Ришон Лецион                       | Србија                                                | 1 : 1                                                 | Белгија                                               |                                                       | [ 33 ]                                                |                                                       |
| 2.                                                    | 20. мај 2022.                                         | Европско првенство                                    | Стадион Хаберфелд, Ришон Лецион                       | Србија                                                | 2 : 1                                                 | Турска                                                |                                                       | [ 34 ]                                                |                                                       |
| 3.                                                    | 22. мај 2022.                                         | Европско првенство                                    | Стадион Хаберфелд, Ришон Лецион                       | Шпанија                                               | 1 : 1                                                 | Србија                                                |                                                       | [ 35 ]                                                |                                                       |
| 4.                                                    | 26. мај 2022.                                         | Европско првенство                                    | Градски стадион, Нес Зиона                            | Данска                                                | 1 : 2                                                 | Србија                                                | Гол                                                   | [ 36 ]                                                |                                                       |
| 5.                                                    | 29. мај 2022.                                         | Европско првенство                                    | Стадион Нетања                                        | Холандија                                             | 2 : 2                                                 | Србија                                                |                                                       | [ 37 ]                                                |                                                       |
| 5                                                     | Укупан број утакмица и постигнутих погодака           | Укупан број утакмица и постигнутих погодака           | Укупан број утакмица и постигнутих погодака           | Укупан број утакмица и постигнутих погодака           | Укупан број утакмица и постигнутих погодака           | Укупан број утакмица и постигнутих погодака           | 1                                                     |                                                       |                                                       |

| Репрезентација Србије у узрасту до 18 година старости | Репрезентација Србије у узрасту до 18 година старости | Репрезентација Србије у узрасту до 18 година старости | Репрезентација Србије у узрасту до 18 година старости | Репрезентација Србије у узрасту до 18 година старости | Репрезентација Србије у узрасту до 18 година старости | Репрезентација Србије у узрасту до 18 година старости | Репрезентација Србије у узрасту до 18 година старости | Репрезентација Србије у узрасту до 18 година старости | Репрезентација Србије у узрасту до 18 година старости |
| #                                                     | Датум                                                 | Такмичење                                             | Локација                                              | Домаћин                                               | Резултат                                              | Гост                                                  | Гол                                                   | Реф.                                                  |                                                       |
| ----------------------------------------------------- | ----------------------------------------------------- | ----------------------------------------------------- | ----------------------------------------------------- | ----------------------------------------------------- | ----------------------------------------------------- | ----------------------------------------------------- | ----------------------------------------------------- | ----------------------------------------------------- | ----------------------------------------------------- |
| 1.                                                    | 21. септембар 2022.                                   | Пријатељска утакмица                                  |                                                       | Италија                                               | 1 : 0                                                 | Србија                                                |                                                       | [ 38 ]                                                |                                                       |
| 2.                                                    | 24. септембар 2022.                                   | Пријатељска утакмица                                  | Стадион у Аквили                                      | Италија                                               | 1 : 2                                                 | Србија                                                |                                                       | [ 39 ]                                                |                                                       |
| 2                                                     | Укупан број утакмица и постигнутих погодака           | Укупан број утакмица и постигнутих погодака           | Укупан број утакмица и постигнутих погодака           | Укупан број утакмица и постигнутих погодака           | Укупан број утакмица и постигнутих погодака           | Укупан број утакмица и постигнутих погодака           | 0                                                     |                                                       |                                                       |

| Репрезентација Србије у узрасту до 19 година старости | Репрезентација Србије у узрасту до 19 година старости | Репрезентација Србије у узрасту до 19 година старости | Репрезентација Србије у узрасту до 19 година старости | Репрезентација Србије у узрасту до 19 година старости | Репрезентација Србије у узрасту до 19 година старости | Репрезентација Србије у узрасту до 19 година старости | Репрезентација Србије у узрасту до 19 година старости | Репрезентација Србије у узрасту до 19 година старости | Репрезентација Србије у узрасту до 19 година старости |
| #                                                     | Датум                                                 | Такмичење                                             | Локација                                              | Домаћин                                               | Резултат                                              | Гост                                                  | Гол                                                   | Реф.                                                  |                                                       |
| ----------------------------------------------------- | ----------------------------------------------------- | ----------------------------------------------------- | ----------------------------------------------------- | ----------------------------------------------------- | ----------------------------------------------------- | ----------------------------------------------------- | ----------------------------------------------------- | ----------------------------------------------------- | ----------------------------------------------------- |
| 1.                                                    | 20. новембар 2022.                                    | Квалификације за Европско првенство                   | Стадион Ђорче Петров, Скопље                          | Србија                                                | 4 : 0                                                 | Сан Марино                                            | Гол                                                   | [ 25 ]                                                |                                                       |
| 2.                                                    | 23. новембар 2022.                                    | Квалификације за Европско првенство                   | Стадион Ђорче Петров, Скопље                          | Србија                                                | 2 : 0                                                 | Норвешка                                              |                                                       | [ 40 ]                                                |                                                       |
| 3.                                                    | 22. март 2023.                                        | Квалификације за Европско првенство                   | Тренинг центар Краковије                              | Србија                                                | 1 : 0                                                 | Летонија                                              |                                                       | [ 41 ]                                                |                                                       |
| 4.                                                    | 25. март 2023.                                        | Квалификације за Европско првенство                   | Стадион Гарбарниа, Краков                             | Србија                                                | 1 : 3                                                 | Израел                                                |                                                       | [ 42 ]                                                |                                                       |
| 5.                                                    | 28. март 2023.                                        | Квалификације за Европско првенство                   | Тренинг центар Краковије                              | Пољска                                                | 2 : 2                                                 | Србија                                                |                                                       | [ 26 ]                                                |                                                       |
| 6.                                                    | 7. септембар 2023.                                    | Меморијални турнир „Стеван Вилотић Ћеле”              | Градски стадион, Суботица                             | Србија                                                | 3 : 1                                                 | Мађарска                                              | Гол                                                   | [ 28 ]                                                |                                                       |
| 7.                                                    | 9. септембар 2023.                                    | Меморијални турнир „Стеван Вилотић Ћеле”              | Стадион Милан Средановић, Кула                        | Србија                                                | 3 : 0                                                 | Црна Гора                                             |                                                       | [ 43 ]                                                |                                                       |
| 8.                                                    | 12. септембар 2023.                                   | Меморијални турнир „Стеван Вилотић Ћеле”              | Градски стадион, Суботица                             | Србија                                                | 0 : 1                                                 | Француска                                             |                                                       | [ 44 ]                                                |                                                       |
| 9.                                                    | 11. октобар 2023.                                     | Пријатељска утакмица                                  | Стадион Металца, Горњи Милановац                      | Србија                                                | 5 : 4                                                 | Италија                                               |                                                       | [ 45 ]                                                |                                                       |
| 10.                                                   | 14. октобар 2023.                                     | Пријатељска утакмица                                  | Кућа фудбала, Стара Пазова                            | Србија                                                | 1 : 3                                                 | Италија                                               |                                                       | [ 46 ]                                                |                                                       |
| 11.                                                   | 15. новембар 2023.                                    | Квалификације за Европско првенство                   | Стадион у Албени                                      | Србија                                                | 1 : 0                                                 | Андора                                                |                                                       | [ 47 ]                                                |                                                       |
| 12.                                                   | 19. новембар 2023.                                    | Квалификације за Европско првенство                   | Стадион Спартака, Варна                               | Србија                                                | 0 : 0                                                 | Бугарска                                              |                                                       | [ 48 ]                                                |                                                       |
| 13.                                                   | 21. новембар 2023.                                    | Квалификације за Европско првенство                   | Стадион Спартака, Варна                               | Шкотска                                               | 2 : 1                                                 | Србија                                                |                                                       | [ 49 ]                                                |                                                       |
| 13                                                    | Укупан број утакмица и постигнутих погодака           | Укупан број утакмица и постигнутих погодака           | Укупан број утакмица и постигнутих погодака           | Укупан број утакмица и постигнутих погодака           | Укупан број утакмица и постигнутих погодака           | Укупан број утакмица и постигнутих погодака           | 2                                                     |                                                       |                                                       |